# Intimacy
Intimacy er Bloc Partys seneste album, som blev udgivet i 2008

## Numre
1. "Ares"
2. "Mercury"
3. "Halo"
4. "Biko"
5. "Trojan Horse"
6. "Signs"
7. "One Month Off"
8. "Zephyrus"
9. "Talons"
10. "Better Than Heaven"
11. "Ion Square"